# گره مور
گره مور (به انگلیسی: Garh More) یک منطقهٔ مسکونی در پاکستان است که در پنجاب واقع شده‌است. گره مور ۱۰ کیلومتر مربع مساحت و ۵٬۰۰۰ نفر جمعیت دارد.